# Municipio de Huntington (condado de Gallia)
El municipio de Huntington (en inglés: Huntington Township) es un municipio ubicado en el condado de Gallia en el estado estadounidense de Ohio. En el año 2010 tenía una población de 1442 habitantes y una densidad poblacional de 15,1 personas por km².

## Geografía
El municipio de Huntington se encuentra ubicado en las coordenadas 38°59′42″N 82°23′6″O / 38.99500, -82.38500. Según la Oficina del Censo de los Estados Unidos, el municipio tiene una superficie total de 95.51 km², de la cual 94,57 km² corresponden a tierra firme y (0,98 %) 0,94 km² es agua.

## Demografía
Según el censo de 2010, había 1442 personas residiendo en el municipio de Huntington. La densidad de población era de 15,1 hab./km². De los 1442 habitantes, el municipio de Huntington estaba compuesto por el 96,32 % blancos, el 1,6 % eran afroamericanos, el 0,21 % eran amerindios y el 1,87 % eran de una mezcla de razas. Del total de la población el 0,49 % eran hispanos o latinos de cualquier raza.